# Sphäre

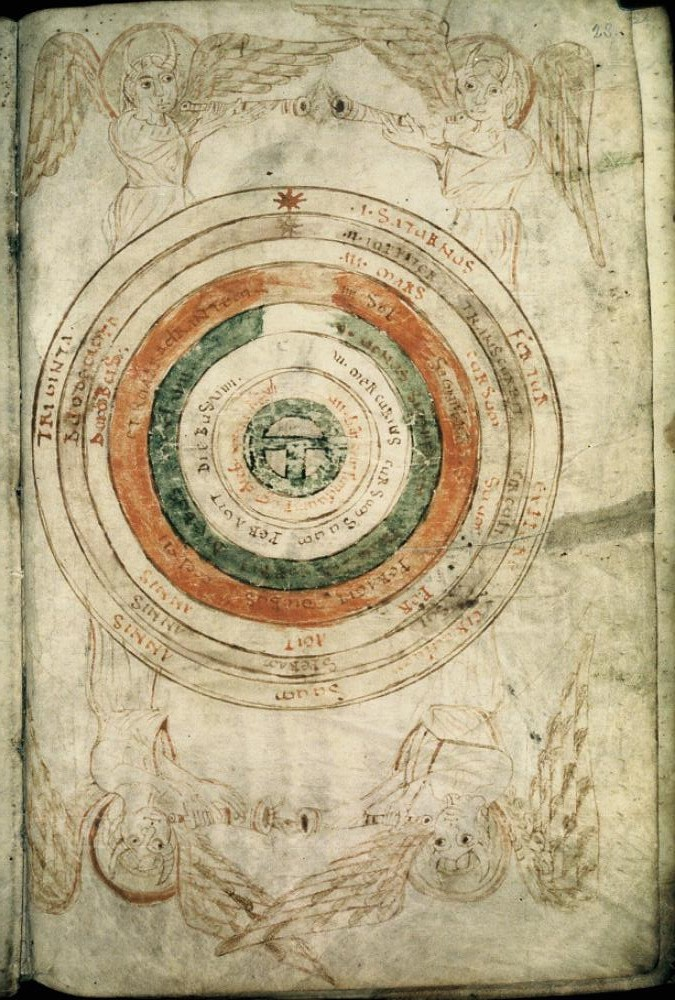
Beda Venerabilis, De natura rerum, Ende des 11. Jahrhunderts

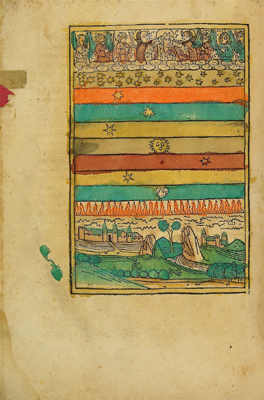
Farbiger Holzschnitt aus dem Buch der Natur (Ausgabe von 1481), der eine schematische Seitenansicht des Sphärenmodells zeigt: unten die Erde, darüber die verschiedenen Sphären, und oberhalb der Fixsternsphäre der Himmel.

Die Sphäre [ˈsfɛːrə] (von altgriechisch σφαῖρα sphaira, deutsch ‚Kugel, kugelrunder Körper, Ball, speziell Erd- oder Himmelskugel‘ über lateinisch sphaera mit derselben Bedeutung) ist eine Bezeichnung, die in der Antike für die die Erde umkreisenden Kugelschalen verwendet wurde, an welchen die Planeten, Fixsterne, Sonne und Mond angeheftet gedacht waren.

## Antike Kosmologie
Aufbauend auf den Vorstellungen früher griechischer Naturphilosophen entwickelten die
Pythagoreer ein Modell, dass durch die Bewegung der Sphären eine himmlische Musik entstehe (Sphärenmusik). Von daher stammt die Bezeichnung „sphärische Klänge“ für seltsam ätherische, geisterhafte Musik, die Goethe am Anfang des Faust aufnimmt: „Die Sonne tönt nach alter Weise | in Brudersphären Wettgesang | und ihre vorgeschrieb'ne Reise | vollendet sie mit Donnergang“.
In der griechischen Antike war die Vorstellung einer kugelförmigen Erde, die von sieben Himmelskörpern (Mond, Merkur, Venus, Sonne, Mars, Jupiter und Saturn) umkreist wurde, weit verbreitet. Allerdings wurde in diesem Zusammenhang selten das Wort σφαῖρα (Kugel) verwendet. So wird etwa in Platons berühmten Dialog Timaios von κύκλον (Kreis) (38d) und φορὰς (Bahn) (39b) geschrieben. Auch im römischen Bereich wurde das griechische Lehnwort sphaera zunächst hauptsächlich in der ursprünglichen Bedeutung „Kugel“, „Ball“ verwendet. Das änderte sich erst in der Römischen Kaiserzeit. Sowohl Claudius Ptolemäus (2. Jahrhundert, Almagest, Harmonik), als auch Macrobius verwenden σφαῖρα bzw. sphaera für die Kreisbahn der Planeten. In seiner Harmonik (Buch 3, VIII-XVI; insbesondere XIV „… des Systems teleion mit den wichtigsten Umlaufbahnen des Planetensystems verglichen …“) setzt sich Claudius Ptolemäus mit pythagoräisch-platonischem Gedankengut auseinander und entfaltet so sein Bild der Harmonie der Sphären.

## Mittelalter und beginnende Neuzeit
Das naturwissenschaftliche/astronomische Wissen der Antike überdauerte – wenn auch nur teilweise und in wenigen Handschriften – den Untergang des Römischen Reiches und wurde in Klosterbibliotheken weitervermittelt und weiterverarbeitet. So konnte Beda Venerabilis Anfang des 8. Jahrhunderts ein Bild der Erde entwerfen, bei der eine spera caeli (Himmelskreis, Himmelssphäre) die Erde umrundet, wobei Plinius der Ältere herangezogen  wurde. Ebenso wurde Macrobius häufig zitiert, so dass die Lehre von den Planeten, die auf Sphärenbahnen die Erde umkreisen von der Karolingischen Renaissance bis zur Scholastik oft dargestellt wurde. Der Kirchenlehrer Albertus Magnus etwa schreibt in seinem Werk De caelo et de mundo von den sphaerae, insbesondere von den 8 Sphären, die von der Sphäre der Fixsterne bis zum Mond die Erde umkreisen (LIB.2 TRACT.3 CAP.11). Die Vorstellung einer flachen Erde war im Mittelalter von kaum einem Gebildeten vertreten und gehört ins Reich der historischen Legenden.
Auch Johannes Kepler setzte sich mit den Bahnen der Planeten auseinander. Durch die Keplerschen Gesetze entwickelte er dafür eine mathematische Grundlage. Aber dies war nicht seine einzige Absicht. In seinem Werk Harmonice Mundi (in dem Johannes Kepler das dritte Planetengesetz veröffentlichte) entwirft er ein Weltbild, in dem sich Planetenbahnen, mathematische Proportionen, Musiktheorie und Astrologie vereinen.